# Alberto Bigon
Alberto Bigon, także Albertino (ur. 31 października 1947 w Padwie) – włoski piłkarz grający na pozycji pomocnika.

## Kariera piłkarska
Alberto Bigon rozpoczął grę w lidze włoskiej w roku 1967 jako zawodnik SPAL 1907. W późniejszych latach grał w barwach zespołów Padova Calcio, Napoli Soccer, U.S. Foggia, S.S. Lazio i Vicenza. Jednak największe sukcesy odniósł jako zawodnik A.C. Milan, w którym grał w latach 1971–1980. Wygrał z nim mistrzostwo Włoch, 3 Puchary Włoch i jeden Puchar Zdobywców Pucharów (sezon 1972/1973).

## Kariera trenerska
Trenował takie zespoły jak: Reggina Calcio, AC Cesena (utrzymanie w Serie A), Napoli Soccer (mistrzostwo Włoch i Superpuchar Włoch 1990), US Lecce (Serie B), Udinese Calcio, Ascoli Calcio, FC Sion, AC Perugia, Olympiakos SFP, ponownie FC Sion i Interblock Lublana.